# Radomir Babić (lekar)
Radomir Babić (Desimirovac, 1. decembar 1932 — Niš, 7. septembar 2006) bio je srpski lekar, radiolog, profesor Medicinskog fakulteta Univerziteta u Nišu, pesnik, društveni radnik i sportista. Upamćen je kao izuzetna harizmatičan, ponosan čovek i moralna ličnost.

## Život i karijera
Rođen je u selu Desimirovac, u okolini Kragujevca, tada u Kraljevini Jugoslaviji, u skromnoj seoskoj šumadinskoj porodici, od oca Milovana, poljoprivrednika, koji je za vreme Drugog svetskog rata deportovan  u zarobljeništvo u Nemačku, i majke Perse, rođene Srećković, domaćica. Oktobra 1941. godine jedan neodlazak u školu spasao je Radomira sigurne smrti, u masakru koji su počinile jedinice nacističke Nemačke 19, 20. i 21. oktobra 1941. godine u događaju poznatoma kao Kragujevački oktobar.
Osnovno obrazovanje završio je u rodnom Desimirovcu, srednje u Prvoj muškoj gimnaziji u Kragujevcu (1951), a fakultetsko na Medicinskom fakultetu Univerziteta u Beogradu (1961). Obavezni lekarski staž obavljao je u Somboru i Novom Sadu.
Nakon sticanja fakultetske diplome prvo je radio kao lekar opšte prakse u Somboru, Stanišiću i Velikom Gradištu (1961-1966), a od 1966. godine u Medicin skom centru u Aleksincu.
Specijalizaciju iz radiologije započeo je 1966. godine u Zavodu za radiologiju u Nišu, a nastavio u Institutu za radiologiju i onkologiju u Skoplju, gde je i polažio specijalistički ispit iz radiologije (1969). Kao prvi radiolog u Medicinskom centru u Aleksincu, Radomir Babić je u ovom centru osnovao savremenu radiološku službu (1969-1970) kao njen prvi načelnik.
U jesen 1973. godine prešao je u Institut za medicinu rada u Nišu, na mesto načelnik radiološke službe, u kojoj je radio sve do 1993. godine.
Od 1976. godine usavršavao se iz koronografije u Radiološkom institutu Vojnomedicinske akademije u Beogradu. Tokom 1971. godine bio je na studijskom usavršavanju u Lenjingrad (SSSR, danas Sankt Peterburg, Ruska Federacija) kod radiologa prof. dr A.V. Grinberga iz oblasti rendgen dijagnostike vezane za problematiku vibracione bolesti.
Na Medicinskom fakultetu Univerziteta „Kiril i Metodij" u Skoplju 1974. godine odbranio je doktorsku disertaciju pod nazivom: „Koštanozglobne promene na šakama i laktovima rudara i metalaca koji rade ručno vibrirajućim alatom“.
Govorio je nemački, francuski i ruski jezik. Penzionisan je 1998.godine. Preminuo je 7. septembra 2006. godine, u 73. godini, nakon prskanja aneurizme trbušne aorte.

## Delo
Prof. dr Radomir Babić svojim radom dao je značajan doprinos medicini u Srbiji obavljajući sledeće dužnosti:
- Viziting profesora radiologije u Dečjoj klinici u Nišu (1988) i Klinici za plućne bolesti i TBC u Knez Selu kod Niša (1993),
- Direktora Klinike za onkologiju i radiologiju Medicinskog fakulteta u Prištini (1990-1993),
- Člana Upravnog odbora Sekcije za radiologiju i nuklearnu medicinu SLD (1974-1978)
- Člana Republičke komisije za zaštitu od radijacije majke i deteta, posle Černobiljske nesreće (1986).

Bio je i saradnik u naučnoistraživačkom projektu "Vibraciona bolest u metalskoj industriji i rudarstvu" (1970; finansiran od Zajednica medicinskih naučnih ustanova SR Srbije, nosilac projekta specijalista medicine rada prof. dr Kostadin Tričković) i "Arterijska hipertenzija u trudnoći – histohemijske i histomorfološke promene na placenti" (1970; finansiran od Zajednica medicinskih naučnih ustanova SR Srbije, nosilac projekta specijalista ginekologije i akušerstva dr sc. prim. Stojan Radosavljević), da bi 1973. godine od Zajednica medicinskih naučnih ustanova SR Srbije dobio projekat "Koštanozglobne promene na šakama i laktovima rudara i metalaca koji rade ručnim vibrirajućim alatom".
Autor je i saradnik u preko 150 naučnih i stručnih radova saopštenih na međunarodnim i domaćim skupovima, štampanih u domaćim i inostranim časopisima, zbornicima i drugim saopštenjima. Pisac je dva objavljena udžbenika i jedne skripte:
Udžbenici
- Lazić J, Šobić V, Čikarić S, Goldner B, Babić R, Ivković T i sar: Radiologija. Univerzitetski udžbenik Medicinskih fakulteta u Beogradu, Novom Sadu, Nišu, Prištini i Kragujevcu. Medicinska knjiga-Medicinska komuna, 1997 (9);
- Strahinjić S: Nefrologija – principi i praksa. Udžbenik Medicinskog fakulteta u Nišu. Pelikan print – Niš, Niš. 2002 (10)

Skripta
- Babić R: Osnovi opšte i kliničke radiologije. Skripta. Predsedništvo Konferencije Saveza socijalističke omladine Medicinskog fakulteta – Niš. Niš. 1983.

## Priznanja
Za svoj dugogodišnji rad prof. dr Radomir Babić dobio je plaketu Srpskog lekarskog društva (1988) i mnogobrojne zahvalnice i priznanja SLD i Medicinskog fakulteta Univerziteta u Nišu.

## Bibliografija
- Babić, R. (1978). „Inhalaciona oštećenja pluća livaca Fabrike pumpi Jastrebac u Nišu”. Radiol Iugosl. 12: 27—30.;
- Neki aspekti divertikuluma želuca. Zbornik radova IX Kongresa radiologov Jugoslavije, Ljubljana. (1972), стр. 18-19.
- Babić R, Marković D (1982). „Le retour sur les causes de l,application incomplete ILO U/C de la clasification internationale radiographique de la pneumoconiose.”. Radiol Iugosl. 16: 287—290.;
- Kompjuterizovana medicinska slika. Naučni podmladak 1982; 14 (3-4): 123-130 (6);
- „Nuklearno magnetska rezonancija”. Acta Medica Medianae. 22 (1): 121—124. 1983. (7), (slika br. 2);
- Mogućnosti primene NMR u medicini. Naučni podmladak 1983; 14 (1-2): 111- 115 (8);
- Dijagnozne mogućnosti pregleda nativnog rendgenograma abdomena u urgentnoj rendgendijagnostici. Zbornik radova XI intersekcijskog sastanok na radiolozite SR Makedonija, SR Srbija, SR Crna Gora, SR Bosna i Hercegovina, SAP Kosovo i SAP Vojvodina. Struga. (1982), стр. 23-25.
- „XI intersekcijski sastanak radiologa – izveštaj”. Acta Medica Medianae. 1: 121—124. 1983.
- Prilog poznavanju displazije kostiju. Zbornik radova Simpozijuma povodom jubileja 40 godine dečje bolničke službe u Nišu. Niš. (1986), стр. 67-90.
- Rendgenska slika rahitisa. Rahitis danas.Niš. (1985), стр. 121-130.
- Vanishing lung. Zbornik radova XXVII pedijatrijskih dana Niša. Niš. 121–127.
- Zbornik radova sa simpozijuma "O hemofiliji danas", održanog 1988. godine u Nišu.